# Eje transversal PE-06 (Perú)
El Eje transversal PE-06 es uno de los veinte eje que forma parte de la red transversal de Red Vial Nacional del Perú. Está conformado por las rutas nacionales PE-06, PE-06 A, PE-06 B (ramal). Recorre los departamentos de Lambayeque y Cajamarca.

## Rutas
- PE-06: Desvío Pimentel-Pimentel
- PE-06 A: Larán-Cochabamba
- PE-06 B (ramal): Puente El Cumbil-Chamana